# Hugh Stowell Scott
Hugh Stowell Scott (* 9. Mai 1862 in Newcastle upon Tyne; † 19. November 1903 in Melton) war ein englischer Schriftsteller, der unter dem Pseudonym Henry Seton Merriman publizierte.

## Leben
Als Angestellter bei Lloyd’s of London war Scott bald unzufrieden und er kündigte. Seine Schwägerin Evelyn Beatrice Hall unterstützte ihn vor allem finanziell, um ihm dadurch den Start als Schriftsteller zu ermöglichen. Später arbeitete sie mit ihm zusammen und veröffentlichte zwei Anthologien mit Erzählungen von ihm.
1877/1878 reiste Scott nach und durch Britisch-Indien. Seine Erlebnisse und Eindrücke lieferten die Basis für seinen späteren Roman „Flotsam“. Der Schriftsteller Stanley J. Weyman (1855–1928) begleitete ihn auf vielen seiner Reisen.
Am 19. Juni 1889 heiratete Scott in seiner Heimat Ethel Frances Hall. Im selben Jahr konnte er auch seinen ersten Roman „Young mistley“ veröffentlichen, der aber noch anonym erschien.
Am 9. November 1903 starb Hugh Stowell Scott in Melton (Suffolk) an Appendizitis und fand dort auch seine letzte Ruhestätte.

## Werke (Auswahl)
Erzählungen
- Tomaso’s fortune and other stories. Tauchnitz, Leipzig 1904.

Romane
- Young mistley. Cassell, London 1966 (EA Tauchnitz, Leipzig 1889)
- Phantom future. London 1889 (2 Bände)
- The slave of the lamp. Chivers, Bath 1974 (EA London 1892)[1]
- The sowers. Tauchnitz, Leipzig 1896 (2 Bände)
- In Kedar’s tents. London 1897.
  - Deutsch: Der rosa Brief. Engelhorn, Stuttgart 1905 (übersetzt von Ferdinand Mangold)
- Roden’s Corner. Tauchnitz, Leipzig 1898.
- With edged tools. Tauchnitz, London 1894 (2 Bände)
- The isle of unrest. Tauchnitz, Leipzig 1900.
  - Deutsch: Die Insel der Friedelosen. H. Hillger, Berlin 1912 (Übersetzt von Frieda Hoffmann, illustriert von Karl Junge)
- The velvet glove. Tauchnitz, Leipzig 1902.
- The vultures. Tauchnitz, Leipzig 1902.
- Barlasch of the guard. London 1903.
  - Deutsch: Barlasch von der Garde. Verlag A. W. Kafemann, Danzig 1925 (übersetzt von Martha Dunsby)
- The last hope. Tauchnitz, Leipzig 1904 (2 Bände)
- The grey lady. London 1909.

Werkausgabe
- The works of Henry Seton Merriman. Smith & Elder, London 1909 (14 Bände)